# Henri Tauzin
Henri Alexis Tauzin, né le 17 avril 1879 à Paris 6e et mort le 11 octobre 1918 à Lyon, est un athlète et un architecte français, fils du peintre paysagiste Louis Tauzin et de Marie Zimmermann.

## L'architecte
Henri Tauzin est formé à l’École des Beaux-Arts de Paris et remporte notamment le premier Second Grand Prix de Rome en 1904. Installé à Paris, il construit de nombreux hôtels particuliers. Il est surtout connu pour sa collaboration avec Louis-Hippolyte Boileau, architecte avec lequel il signe l'hôtel Lutetia (1908-1912).

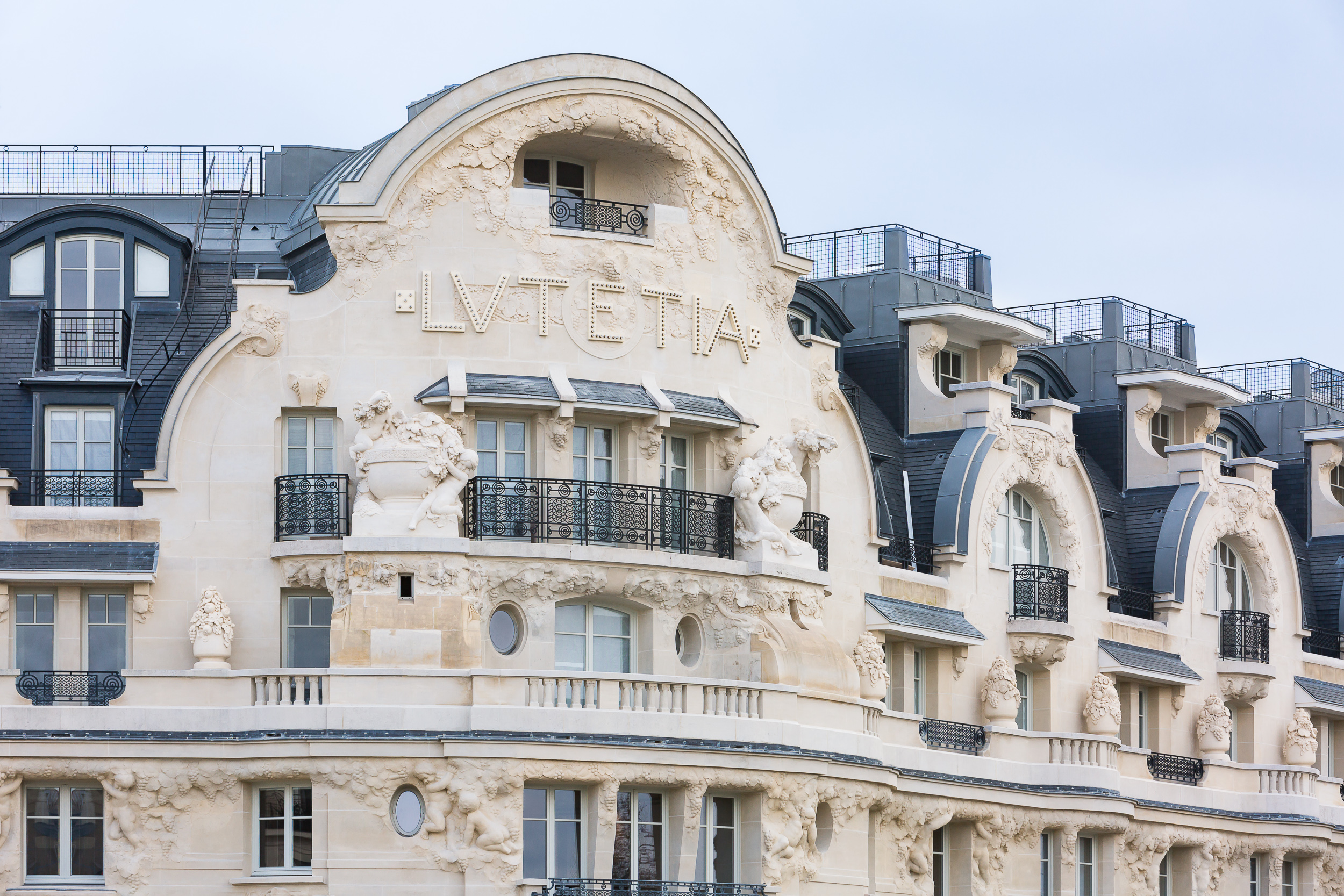
Façade de l’hôtel Lutetia à Paris.

## L'athlète
Parallèlement à sa carrière d'architecte, Henri Tauzin est également licencié à l'US Est puis au Racing club de Paris. Il remporte les championnats nationaux de la spécialité de 1896 à 1900 (ainsi que sur 400 mètres plat en 1896). Médaillé d'argent lors des Jeux olympiques d'été de 1900 à Paris, il termine second du 400 mètres haies derrière l'Américain John Tewksbury.

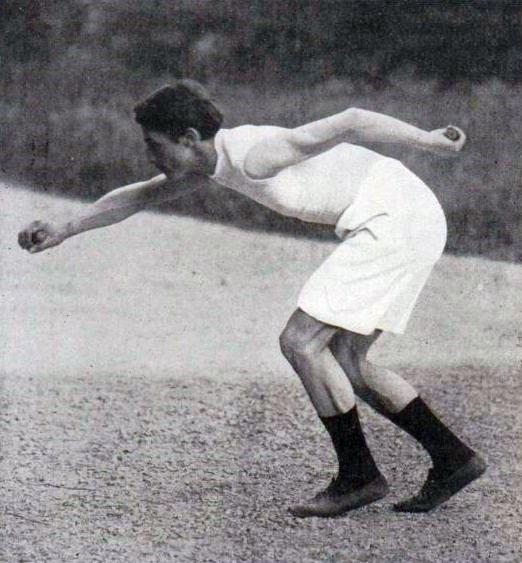
Henri Tauzin champion de France du 400 mètres haies en 1897.

## Première Guerre mondiale et mort
Pendant la Première Guerre mondiale, il est officier d'administration dans le Génie. Il meurt en 1918 d'une grippe infectieuse.

## Palmarès
- Jeux olympiques d'été de 1900 à Paris :
  -  Médaille d'argent sur 400 m haies